# Eduard Hackel
Eduard Hackel (17 de marzo de 1850 - 2 de febrero de 1926) fue un botánico austríaco.
Fue un destacado especialista en Poaceae. Colectó flora de España, Portugal, Austria y Hungría.

## Algunas publicaciones
- 1882. Monographia Festucarum europaearum
- 1903. On New Species of Grasses from New Zealand. Ed. Auckland Institute. En línea
- Die natiirlichen Pflanzenfamilien (La familia de los pastos. Ed. Kessinger

## Honores

### Eponimia
Géneros
- Hackelia
- Hackelochloa

Especies
- (Orchidaceae) Porroglossum eduardii (Rchb.f.) H.R.Sweet[1]

- (Poaceae) Poa eduardii Golub[2]

- La abreviatura «Hack.» se emplea para indicar a Eduard Hackel como autoridad en la descripción y clasificación científica de los vegetales.[3]

Fue pródigo en identificaciones y nombramientos de nuevas especies y variedades: 3.482, publicándolas habitualmente en : Oesterr. Bot. Z., Wiss. Erg. Schwed. Exp. Magellansl. , Allg. Bot. Z. Syst., Denkschr. Acad. Viena, Anales Mus. Nac. Hist. Nat. Buenos Aires, Verh. Naturf. Ver. Brunn, Repert. Spec. Nov. Regni Veg., Bull. Herb. Boissier, Vierteljahrsschr. Naturf. Ges. Zürich, Phytologia, Vidensk. Meddel. Dansk Naturhist. Foren. Kjobenhavn, Trans. & Proc. N. Z. Inst., Rep. Princeton Univ. Exp. Patagonia, Botany, Blumea, Contr. Fl. Bolivia, Itinera Principum S. Coburgi, Gayana, Bot., Boissiera, Monogr. Phan., Notizbl. Königl. Bot. Gart. Berlin, Trans. Linn. Soc. London, Bot., Anal. Inst. fis.-geogr. nac. S. Jose, Smithsonian Contr. Bot. , Ark. Bot., Dominguezia, Anales Mus. Nac. Montevideo, Kurtziana, Monogr. Festuc. Eur.